# Пальме, Хенрик
Йохан Хенрик Пальме (швед. Johan Henrik Palme, 16 сентября 1841, Кальмар, Швеция — 9 мая 1932, Мерано, Трентино-Альто-Адидже, Италия) — шведский банкир, финансист и основатель деревни Юрсхольм.

## Биография
Хенрик Пальме потерял свою мать в возрасте девяти лет и был помещён в школу-интернат, после обучения в которой он окончил Лундский университет. Позже Хенрик переехал в Стокгольм, где получил работу стенографиста в Риксдаге, хотя и не имел навыков стенографии. Пальме инициировал создание Inteckningsbanken (Ипотечный банк), Östermalms saluhall, Nationalekonomiska Föreningen (Национальная экономическая ассоциация), узкоколейки в Юрсхольме (которая сейчас входит в состав Roslagsbanan) и ряд других проектов.
После службы в качестве чиновника и бизнесмена Хенрик отправился в Соединенные Штаты в 1888 году. Здесь он изучал районы города-сада, которые в это время начинали строиться. В 1889 году Пальме купил поместье Юрсхольм (за 500 000 шведских крон) и основал компанию Djursholms AB вместе с шурином своей жены консулом Оскаром Экманом, оптовиком Эмилем Эгнелль и банкиром Луисом Френкелем, после чего сразу началось планирование деревни Юрсхольм. Индустриализм в 1890-х годах сделал переезд во внутреннюю часть города Стокгольма крайне дорогим. Юрсхольм стал образцом для подражания, и в 1891 году Кнут Агатон Валленберг основал Сальтшёбаден.
У Хенрика был младший сводный брат Свен Пальме, ставший политиком. В 1878 году Пальме женился на Анне Лавониус (1858—1935), в браке с которой родилось четверо сыновей и дочь, среди которых был художник Карл Пальме. Он был дедушкой актёра Ульф Пальме и шведско-мексиканского предпринимателя Рене Пальме.

## Награды
- Кавалер Ордена Креста Свободы первого класса (1918)[3]